# Anbyon
Anbyon (Hán Việt: An Biên) là một huyện thuộc tỉnh Kangwon tại Cộng hòa Dân chủ Nhân dân Triều Tiên. Huyện xưa kia trực thuộc tỉnh Pyongan Nam song đã được chuyển về tỉnh Kangwon vào năm 1946.

## Địa lý
Anbyon có diện tích khoảng 500 km². Huyện giáp với Kosan ở phía tây nam, giáp với Hoeyang ở phía đông nam, giáp với Tongchon ở phía đông, giáp với Biển Nhật Bản ở phía đông bắc, giáp với Wonsan ở phía tây bắc, giáp với Poptong ở phía tây.
Phần phía nam của huyện giáp với dãy núi Masikryong và dãy núi Taebaek và gặp nhau tại Chugaryong (추가령). Đỉnh cao nhất trên địa bàn huyện là Paegamsan.
Các dòng suối chính của Anbyon là Namdaechon và Hakchon. Đồng bằng Anbyon nằm dọc suối Namdaechon. Nhiệt độ khu vực phía bắc của huyện ấm hơn khu vực phía nam do địa hình thấp hơn.

## Kinh tế
Tại đồng bằng Anbyon, trồng lúa gạo là ngành kinh tế chính, ngoài ra còn có ngành trồng cây ăn quả. Huyện có ngành công nghiệp chế tạo ngói và đá lát, có trầm tích vàng, bạc đồng và kẽm song chúng chưa được khai thác nhiều.
Năm 2000, việc xây dựng nhà máy thủy điện Thanh niên Anbyon đã được hoàn thành. Các công nhân đã được vinh danh trong một thông điệp cá nhân của Kim Jong-il.
Anbyon là nơi quay nhiều bộ phim của Cộng hòa Dân chủ Nhân dân Triều Tiên.
Một cơ sở cất giữ vũ khí hóa học được tin là nằm tại khu vực xã Chiha của huyện. Cơ sở này được cho là có một số đường hầm xuyên núi, và có thể còn có vũ khí sinh học.

## Hành chính
Anbyon được chia thành 1 thị trấn, 2 khu lao động, 28 xã
- Anbyŏn (안변읍; 安邊邑)
- Apkang (앞강노동자구; 앞강勞動者區), trước đây là Chungang (중앙리; 中央里)
- Ryongdae (룡대노동자구; 龍大勞動者區)
- Ch'ŏnsam (천삼리; 泉三里)
- Chungp'yŏng (중평리; 中坪里)
- Hakch'ŏn (학천리; 鶴川里)
- Hwasan (화산리; 花山里)
- Kwap'yŏng (과평리; 果坪里)
- Mihyŏn (미현리; 美峴里)
- Mop'ung (모풍리; 茅豊里)
- Munsu (문수리; 文須里)
- Naesan (내산리; 內山里)
- Namgye (남계리; 南溪里)
- Ogye (오계리; 梧溪里)
- Ok (옥리; 玉里)
- Paehwa (배화리; 培花里)
- Paeyang (배양리; 培養里)
- Pisan (비산리; 比山里)
- Pongsan (봉산리; 峰山里)
- P'unghwa (풍화리; 豊花里)
- Ryŏngsin (령신리; 靈新里)
- Ryongsŏng (룡성리; 龍城里)
- Ryukhwa (륙화리; 六瓦里)
- Samsŏng (삼성리; 三成里)
- Sangŭm (상음리; 桑陰里)
- Sap'yŏng (사평리; 沙坪里)
- Sinhwa (신화리; 新花里)
- Songsan (송산리; 松山里)
- Suraktong (수락동리; 水落洞里)
- Tongp'o (동포리; 東浦里)
- Wŏlrang (월랑리; 月浪里)

## Dân cư
Năm 2008, dân số của huyện Anbyon là 93.960 người (43.663nam và 50.297 nữ), trong đó dân số đô thị là 27.030 người (28,8%), dân số nông thôn là 66.930 người (71,2%).